# États-Unis aux Jeux olympiques de 1900
Les États-Unis participe aux Jeux olympiques d'été de 1900 à Paris en France. 75 athlètes américains ont participé à des compétitions dans dix sports. Ils y ont obtenu 48 médailles : 19 d'or, 14 d'argent et 15 de bronze.

## Tous les médaillés
Ce bilan correspond au tableau de médailles intitulé  Tableau des médailles de sports-reference.com qui se trouve au sein de l'article Jeux olympiques de 1900. il est parfaitement conforme aux données du CIO, revues en juillet 2021.
| Sport                      | Discipline       | Sportifs | Performance           |
| Médailles d’or : 19        |                  | |                       |
| Athlétisme                 |                  | |                       |
| 60 m                       | Alvin Kraenzlein | 7 s 0 (WR) |                       |
| 100 m                      | Frank Jarvis     | 11 s 0 |                       |
| 200 m                      | Walter Tewksbury | 22 s 2 (OR) |                       |
| 400 m                      | Maxie Long       | 49 s 4 (OR) |                       |
| 110 m haies                | Alvin Kraenzlein | 15 s 4 (OR) |                       |
| 200 m haies                | Alvin Kraenzlein | 25 s 4 (OR) |                       |
| 400 m haies                | Walter Tewksbury | 57 s 6 |                       |
| Saut en longueur           | Alvin Kraenzlein | 7,18 m (OR) |                       |
| Saut en hauteur            | Irving Baxter    | 1,90 m (OR) |                       |
| Triple saut                | Meyer Prinstein  | 14,47 m (OR) |                       |
| Saut en hauteur sans élan  | Ray Ewry         | 1,65 m (WR) |                       |
| Saut à la perche           | Irving Baxter    | 3,30 m |                       |
| Saut en longueur sans élan | Ray Ewry         | 3,21 m (OR) |                       |
| Triple saut sans élan      | Ray Ewry         | 10,58 m (OR) |                       |
| Lancer du poids            | Richard Sheldon  | 14,10 m |                       |
| Lancer du marteau          | John Flanagan    | 51,01 m |                       |
| Aviron                     | Huit             | Vesper Boat Club William Carr Harry DeBaecke John Exley John Geiger Edwin Hedley James Juvenal Roscoe Lockwood Edward Marsh Louis Abell | 6 min 7 s 8           |
| Golf                       | Épreuve hommes   | Charles Sands (de New York) | 36 trous en 167 coups |
| Golf                       | Épreuve femmes   | Margaret Abbott (de Chicago) |                       |

| Sport                      | Discipline       | Sportifs    | Performance |
| Médailles d’argent : 14    |                  |             |             |
| Athlétisme                 |                  |             |             |
| 60 m                       | Walter Tewksbury | 7 s 1       |             |
| 100 m                      | Walter Tewksbury | 11 s 1      |             |
| 400 m                      | William Holland  | 49 s 9      |             |
| 800 m                      | John Cregan      | 2 min 1 s 6 |             |
| 110 m haies                | John McLean      | 15 s 8      |             |
| Saut en longueur           | Meyer Prinstein  | 7,17 m      |             |
| Triple saut                | James Connolly   | 13,97 m     |             |
| Saut à la perche           | Meredith Colket  | 3,25 m      |             |
| Saut en longueur sans élan | Irving Baxter    | 3,13 m      |             |
| Triple saut sans élan      | Irving Baxter    | 9,95 m      |             |
| Saut en hauteur sans élan  | Irving Baxter    | 1,525 m     |             |
| Lancer du poids            | Josiah McCracken | 12,85 m     |             |
| Lancer du marteau          | Truxton Hare     | 46,25 m     |             |
| Golf                       |                  |             |             |
| Tournoi féminin            | Pauline Whittier | 49 pts      |             |

| Sport                     | Discipline                 | Sportifs         | Performance |
| Médailles de bronze : 15  |                            |                  |             |
| Athlétisme                |                            |                  |             |
| 800 m                     | David Hall                 | 2 min 2 s 05     |             |
| 1 500 m                   | John Bray                  | 4 min 9 s 0      |             |
| 110 m haies               | Frederick Moloney          | 15 s 9           |             |
| 200 m haies               | Walter Tewksbury           | 26 s 9           |             |
| Triple saut               | Lewis Sheldon              | 13,64 m          |             |
| Triple saut sans élan     | Robert Garrett             | 9,50 m           |             |
| Saut en hauteur sans élan | Lewis Sheldon              | 1,50 m           |             |
| Lancer du poids           | Robert Garrett             | 12,35 m          |             |
| Lancer du disque          | Richard Sheldon            | 34,60 m          |             |
| Lancer du marteau         | Josiah McCracken           | 44,50 m          |             |
| Cyclisme                  | Vitesse individuelle       | John Henry Lake  |             |
| Golf                      | Tournoi féminin            | Daria Pratt      | 53 pts      |
| Tennis                    | Simple dame                | Marion Jones     |             |
| Voile                     | 3 – 10 tonneaux - Course 2 | H. MacHenry      |             |
| Voile                     | + 20 tonneaux              | Harry Van Bergen |             |